# 小行星26235
小行星26235（26235 Annemaduggan）是一颗绕太阳运转的小行星，为主小行星带小行星。该小行星于1998年8月19日发现。

## 轨道参数
小行星26235的轨道半长轴为349 213 374 km，2.3343140 UA，离心率为0.100。